# 上総興津駅
上総興津駅（かずさおきつえき）は、千葉県勝浦市興津にある、東日本旅客鉄道（JR東日本）外房線の駅である。

## 歴史
勝浦駅より当駅までの延伸工事は1925年（大正14年）7月に着工したが、トンネルの多い難工事であった。

### 年表
- 1927年（昭和2年）4月1日：鉄道省の駅として開設[1]。駅から県道への通路が市街地を通るため、買収立ち退きが遅れたという[2]。
- 1971年（昭和46年）5月11日：貨物・荷物扱い廃止[3]。
- 1987年（昭和62年）4月1日：国鉄分割民営化に伴い、東日本旅客鉄道（JR東日本）の駅となる[1]。
- 2009年（平成21年）3月14日：ICカード「Suica」の利用が可能となる[4]。東京近郊区間に組込まれる[4]。

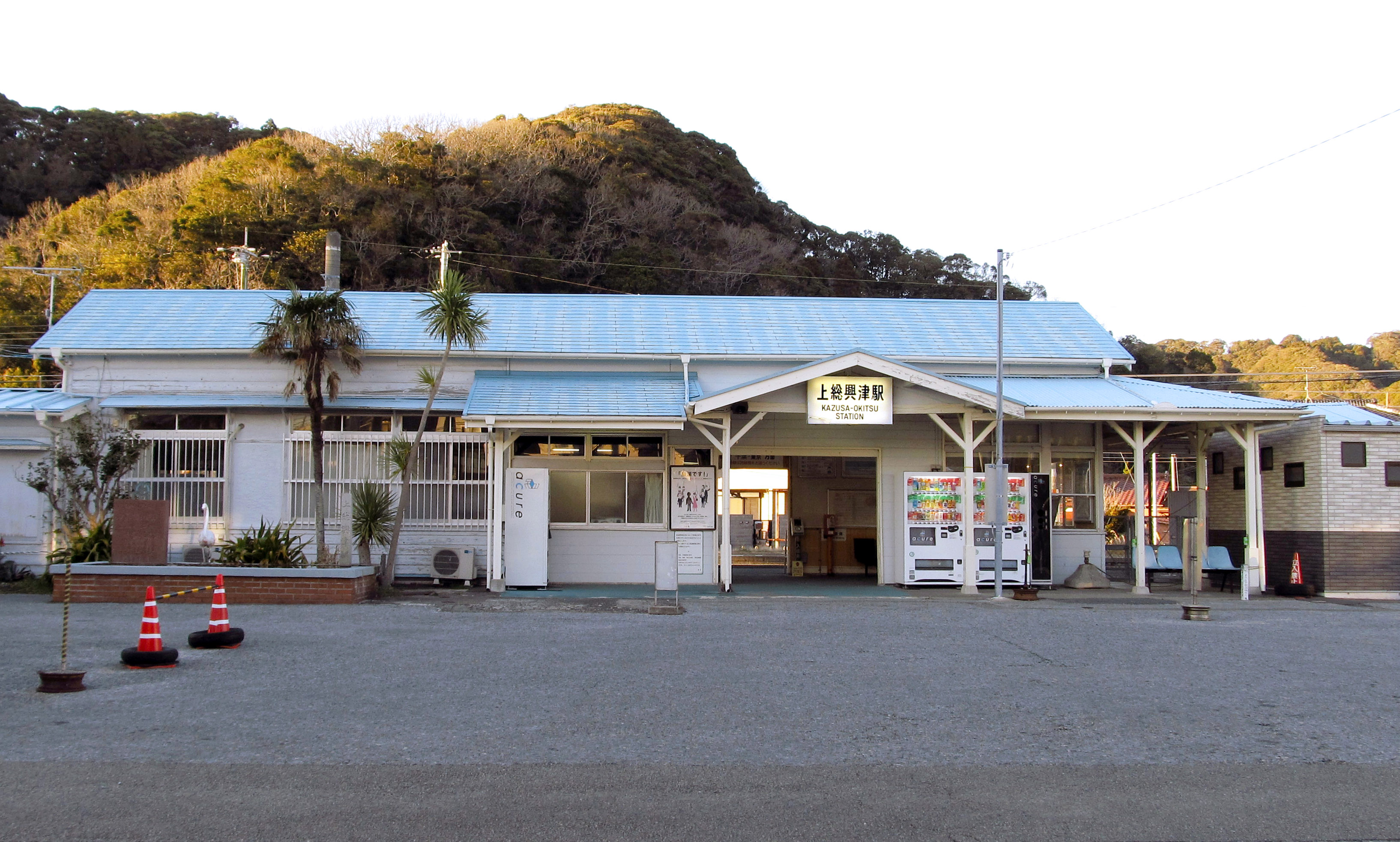
駅名看板更新前の駅舎（2014年1月）

## 駅構造
相対式ホーム2面2線を有する地上駅。ホームは嵩上げされていない。互いのホームは跨線橋で連絡している。木造駅舎を備える。
茂原統括センター（勝浦駅）管理のJR東日本ステーションサービスによる業務委託駅で、窓口、短距離自動券売機、簡易Suica改札機が設置されている。

### のりば

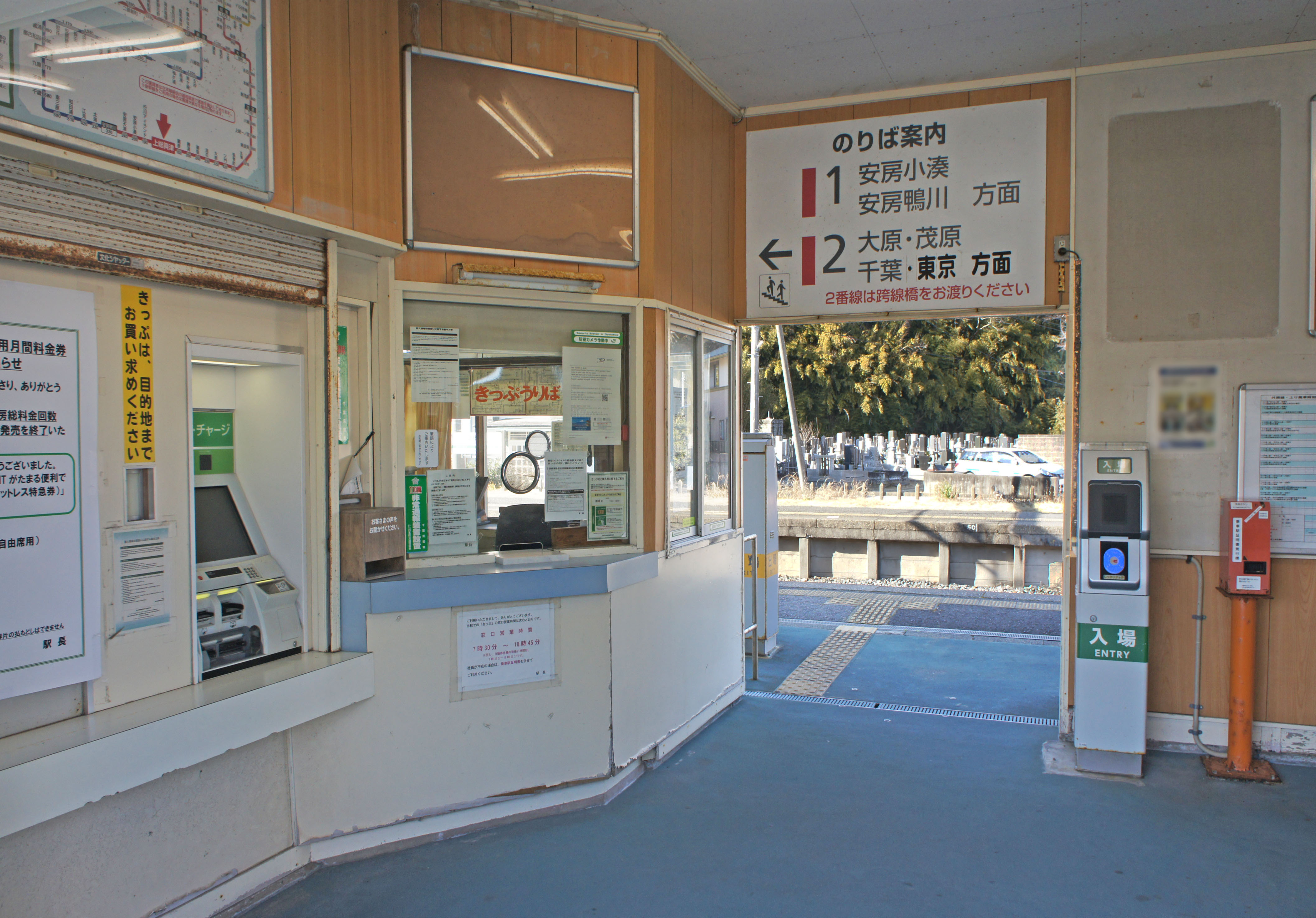
改札口（2022年2月）
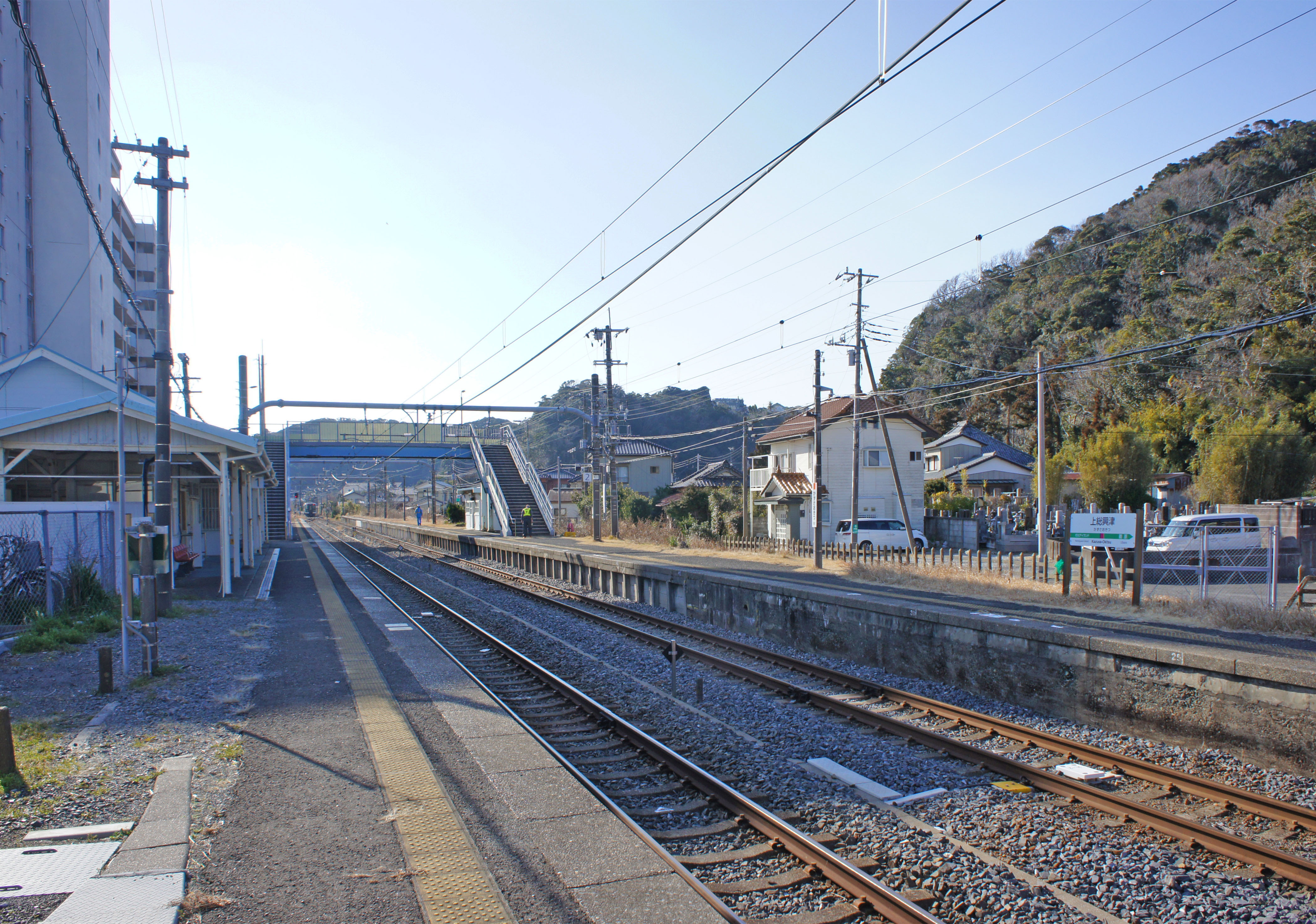
駅ホーム（2022年2月）

| 番線 | 路線    | 方向 | 行先                       |
| ---- | ------- | ---- | -------------------------- |
| 1    | ■外房線 | 下り | 安房小湊・安房鴨川方面     |
| 2    | ■外房線 | 上り | 大原・茂原・千葉・東京方面 |

（出典：JR東日本:駅構内図）
- ホームは10両編成までに対応する。

- 改札口（2022年2月）
- 駅ホーム（2022年2月）

## 利用状況
2023年度（令和5年度）の1日平均乗車人員は141人である。
JR東日本および千葉県統計年鑑によると、1990年度（平成2年度）以降の1日平均乗車人員の推移は以下の通り。
| 年度               | 1日平均 乗車人員 | 出典     |
| ------------------ | ---------------- | -------- |
| 1990年（平成02年） | 571              | [ * 1 ]  |
| 1991年（平成03年） | 560              | [ * 2 ]  |
| 1992年（平成04年） | 554              | [ * 3 ]  |
| 1993年（平成05年） | 486              | [ * 4 ]  |
| 1994年（平成06年） | 472              | [ * 5 ]  |
| 1995年（平成07年） | 450              | [ * 6 ]  |
| 1996年（平成08年） | 444              | [ * 7 ]  |
| 1997年（平成09年） | 414              | [ * 8 ]  |
| 1998年（平成10年） | 386              | [ * 9 ]  |
| 1999年（平成11年） | 357              | [ * 10 ] |
| 2000年（平成12年） | 347              | [ * 11 ] |
| 2001年（平成13年） | 340              | [ * 12 ] |
| 2002年（平成14年） | 329              | [ * 13 ] |
| 2003年（平成15年） | 302              | [ * 14 ] |
| 2004年（平成16年） | 286              | [ * 15 ] |
| 2005年（平成17年） | 275              | [ * 16 ] |
| 2006年（平成18年） | 276              | [ * 17 ] |
| 2007年（平成19年） | 270              | [ * 18 ] |
| 2008年（平成20年） | 266              | [ * 19 ] |
| 2009年（平成21年） | 232              | [ * 20 ] |
| 2010年（平成22年） | 225              | [ * 21 ] |
| 2011年（平成23年） | 203              | [ * 22 ] |
| 2012年（平成24年） | 209              | [ * 23 ] |
| 2013年（平成25年） | 220              | [ * 24 ] |
| 2014年（平成26年） | 207              | [ * 25 ] |
| 2015年（平成27年） | 213              | [ * 26 ] |
| 2016年（平成28年） | 206              | [ * 27 ] |
| 2017年（平成29年） | 194              | [ * 28 ] |
| 2018年（平成30年） | 188              | [ * 29 ] |
| 2019年（令和元年） | 182              | [ * 30 ] |
| 2020年（令和02年） | 108              |          |
| 2021年（令和03年） | 125              |          |
| 2022年（令和04年） | 128              |          |
| 2023年（令和05年） | 141              |          |

## 駅周辺

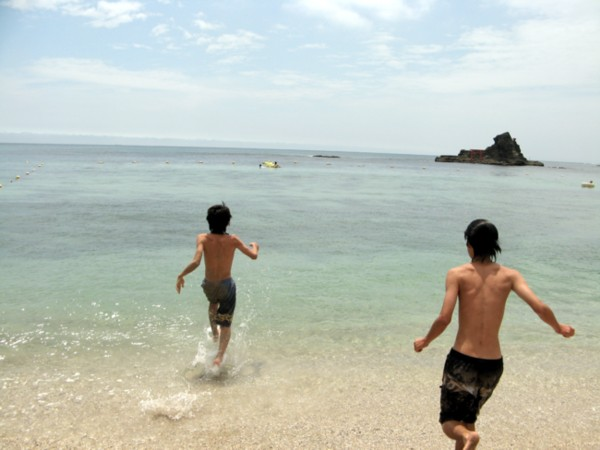
守谷海水浴場

- 国道128号
- 千葉県道234号上総興津停車場線
- 興津港
- 興津駅前観光案内所
- 目黒区興津自然学園
- 勝浦市立興津中学校
- 勝浦市立興津小学校
- 興津郵便局
- 妙覚寺
- 守谷海水浴場
- 興津海水浴場
- 興津港海浜公園
- 守谷洞窟
- 小湊鉄道「興津駅」停留所

## 隣の駅
※当駅に一部が停車する特急「わかしお」の隣の停車駅は列車記事を参照のこと。
東日本旅客鉄道（JR東日本）
■外房線
鵜原駅 - 上総興津駅 - 行川アイランド駅

### 記事本文
1. 1 2 3  曽根悟（監修） 著、朝日新聞出版分冊百科編集部 編『週刊 歴史でめぐる鉄道全路線 国鉄・JR』 31号 内房線・外房線・久留里線、朝日新聞出版〈週刊朝日百科〉、2010年2月21日、22-23頁。
2. 1 2  吉野梓楼「大正から昭和へ－鉄道と地震事情－」『勝浦市史研究』第5巻、1999年、70-80頁。
3. ↑  石野哲（編）『停車場変遷大事典 国鉄・JR編 Ⅱ』JTB、1998年、616頁。ISBN 978-4-533-02980-6。
4. 1 2  『Suicaをご利用いただけるエリアが広がります。』（PDF）（プレスリリース）東日本旅客鉄道、2008年12月22日。オリジナルの2019年5月3日時点におけるアーカイブ。2019年7月30日閲覧。

### 利用状況
1. ↑  千葉県統計年鑑 - 千葉県

JR東日本の2000年度以降の乗車人員
1. 1 2  各駅の乗車人員（2023年度） - JR東日本
2. ↑  各駅の乗車人員（2000年度） - JR東日本
3. ↑  各駅の乗車人員（2001年度） - JR東日本
4. ↑  各駅の乗車人員（2002年度） - JR東日本
5. ↑  各駅の乗車人員（2003年度） - JR東日本
6. ↑  各駅の乗車人員（2004年度） - JR東日本
7. ↑  各駅の乗車人員（2005年度） - JR東日本
8. ↑  各駅の乗車人員（2006年度） - JR東日本
9. ↑  各駅の乗車人員（2007年度） - JR東日本
10. ↑  各駅の乗車人員（2008年度） - JR東日本
11. ↑  各駅の乗車人員（2009年度） - JR東日本
12. ↑  各駅の乗車人員（2010年度） - JR東日本
13. ↑  各駅の乗車人員（2011年度） - JR東日本
14. ↑  各駅の乗車人員（2012年度） - JR東日本
15. ↑  各駅の乗車人員（2013年度） - JR東日本
16. ↑  各駅の乗車人員（2014年度） - JR東日本
17. ↑  各駅の乗車人員（2015年度） - JR東日本
18. ↑  各駅の乗車人員（2016年度） - JR東日本
19. ↑  各駅の乗車人員（2017年度） - JR東日本
20. ↑  各駅の乗車人員（2018年度） - JR東日本
21. ↑  各駅の乗車人員（2019年度） - JR東日本
22. ↑  各駅の乗車人員（2020年度） - JR東日本
23. ↑  各駅の乗車人員（2021年度） - JR東日本
24. ↑  各駅の乗車人員（2022年度） - JR東日本

千葉県統計年鑑
1. ↑  千葉県統計年鑑（平成3年）
2. ↑  千葉県統計年鑑（平成4年）
3. ↑  千葉県統計年鑑（平成5年）
4. ↑  千葉県統計年鑑（平成6年）
5. ↑  千葉県統計年鑑（平成7年）
6. ↑  千葉県統計年鑑（平成8年）
7. ↑  千葉県統計年鑑（平成9年）
8. ↑  千葉県統計年鑑（平成10年）
9. ↑  千葉県統計年鑑（平成11年）
10. ↑  千葉県統計年鑑（平成12年）
11. ↑  千葉県統計年鑑（平成13年）
12. ↑  千葉県統計年鑑（平成14年）
13. ↑  千葉県統計年鑑（平成15年）
14. ↑  千葉県統計年鑑（平成16年）
15. ↑  千葉県統計年鑑（平成17年）
16. ↑  千葉県統計年鑑（平成18年）
17. ↑  千葉県統計年鑑（平成19年）
18. ↑  千葉県統計年鑑（平成20年）
19. ↑  千葉県統計年鑑（平成21年）
20. ↑  千葉県統計年鑑（平成22年）
21. ↑  千葉県統計年鑑（平成23年）
22. ↑  千葉県統計年鑑（平成24年）
23. ↑  千葉県統計年鑑（平成25年）
24. ↑  千葉県統計年鑑（平成26年）
25. ↑  千葉県統計年鑑（平成27年）
26. ↑  千葉県統計年鑑（平成28年）
27. ↑  千葉県統計年鑑（平成29年）
28. ↑  千葉県統計年鑑（平成30年）
29. ↑  千葉県統計年鑑（令和元年）
30. ↑  千葉県統計年鑑（令和2年）